# رينتيريا
بلدية رينتيريا (بالإسبانية: Rentería) هي بلدية تقع في مقاطعة غيبوثكوا التابعة لمنطقة إقليم الباسك شمال إسبانيا.

## الديموغرافيا
بلغ عدد سكان بلدية رينتيريا 39.217 نسمة عام 2011 (وفقاً للمعهد الوطني للإحصاء الإسباني).
| 39.663 | 39.189 | 38.697 | 37.873 | 38.336 | 38.767 | 39.217 |

## توأمة
لرينتيريا اتفاقيات توأمة مع كل من:
- شورندورف
- Lousada [الإنجليزية]‏
- تيل
- مونروي
- Fuentepelayo [الإنجليزية]‏

## أعلام
- أمايا أجارتامنديا
- خوسيه غاليغو
- اميليانو ألفاريز
- أني سانستيبان
- أوناي لوبيز